# الأسطورة الذهبية

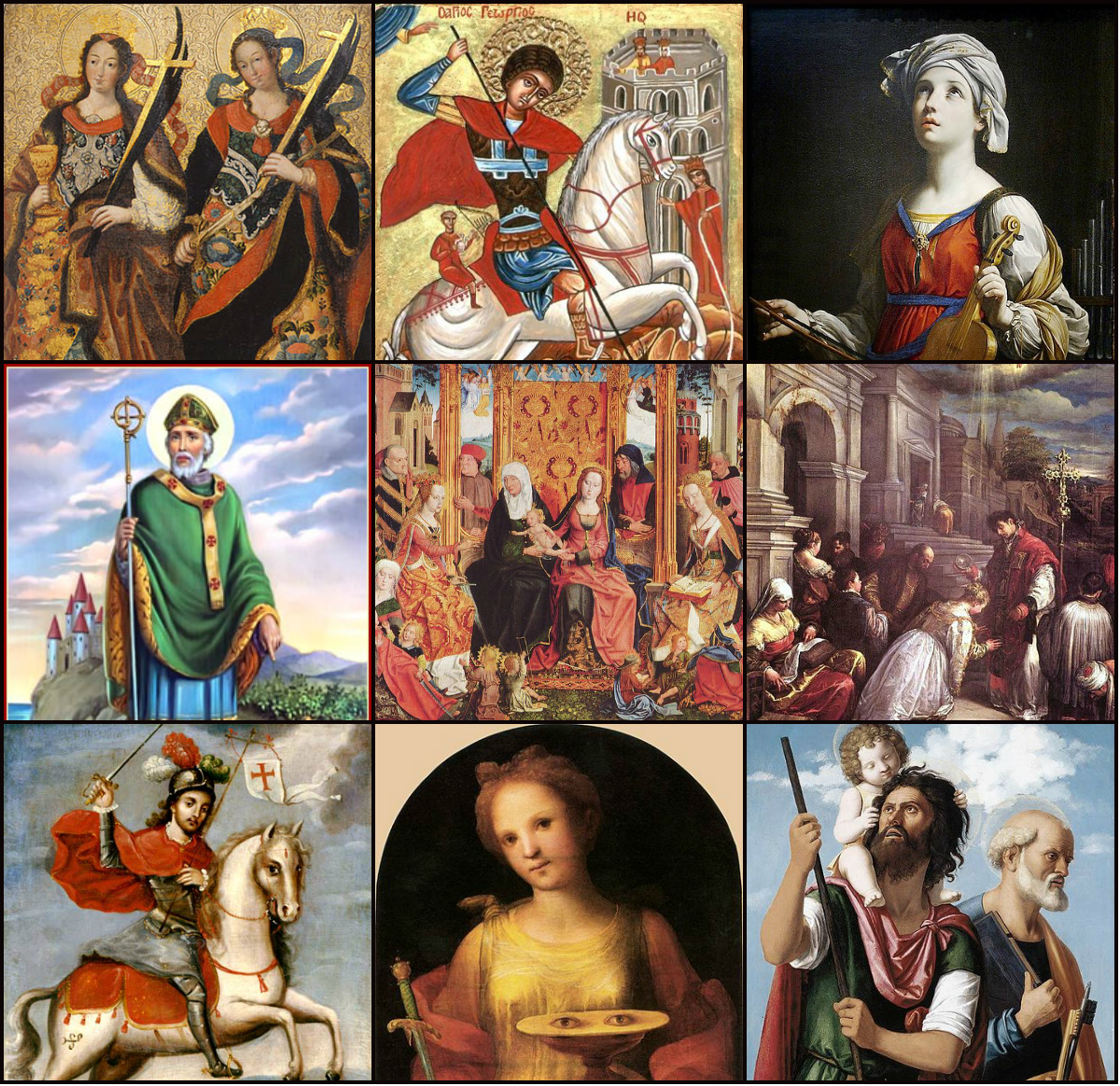
مجموعة لقديسين ذكروا في الأسطورة الذهبية باتجاه من اليسار إلى اليمين: بربارة وجرجس وسيزيليا؛ باتريك والقرابة المقدسة وفالنتين؛ يعقوب بن زبدى ولوسي وكريستوفر.

الأسطوريّة الذهبيّة (باللاتينية: Legenda aurea) هي مجموعة أدبية من سير حياة القديسين والتي كتبها يعقوب دي فراغسي. وضعت هذه الأساطير كروايات شعبية بإطار تاريخي، انتشرت في أوروبا، على الأغلب تم جمع القصص حوالي سنة 1260، وازدهرت خلال القرن الثالث عشر حتى كانت أكثر الكتب مبيعًا في أواخر العصور الوسطى.
وتُعد حكايات ذهبية أحد أكثر الأعمال الأدبية المسيحية تأثيرًا على الفلكلور الغربي والمسيحي حيث تحتوي على قصص قديسين وشخصيات أدبية مشهورة مثل القديس باتريك والثعابين والقديس جرجس والتنين وحرب يعقوب بن زبدي ضد المغاربة واكتشاف الصليب الحقيقي، والتي أضحت جزء من الوعي الثقافي في الثقافة الأوروبية والثقافة المسيحية.
تتضمن قصص حكايات ذهبية سير أبطال العالم المسيحي السبعة والمساعدون المقدسون الأربعة عشر والقرابة المقدسة وكانت هذه السير من الموضوعات الهامّة في الفن المسيحي والفولكلور والأدب الغربي والقصص البطولية.

## القيمة الثقافية
كتبت الأسطورة الذهبية بشكل بسيط في اللغة اللاتينية، مما سهل انتشار وقراءة قصص الكتاب في العصور الوسطى. يُعتبر الكتاب أقرب إلى الموسوعة القرطوسية للقديس لور الناجية حتى اليوم. على هذا النحو يعتبر هذا الكتاب عملًا أدبيًّا لا يقدر بثمن بالنسبة لمؤرخي الفن والتاريخ القرطوسي والذين يسعون إلى تحديد هوية القديسين والذين صورّوا في الفن.
تم تحرير طبعة نقدية للنص اللاتيني على يد جيوفاني باولو ماجيوني. وقد تم نشر الترجمة الإنجليزية الحديثة للأسطورة الذهبية من قبل ويليام جرانجر ريان. والترجمة الحديثة للأسطورة الذهبية متاحة في المرجع في العصور الوسطى لجامعة فوردهام.

## مواقع خارجية
- The Golden Legend — William Caxton's Middle English version (not quite complete).
- Wikisource text with missing page from St. Paul supplied.
- The Golden Legend — Caxton's version, formatted for easy reading (HTML and PDF).
- "Legends of the Saints". الموسوعة الكاثوليكية. نيويورك: شركة روبرت أبيلتون. 1913.
- Illustrations of The Golden Legend from the HM 3027 manuscript of Legenda Aurea from the Huntington Library
- William Caxton's version (complete).